# Rebordechao
Rebordechao (llamada oficialmente Santa María de Rebordechau) es una parroquia y un lugar del municipio español de Villar de Barrio, en la provincia de Orense, Galicia.

## Toponimia
La parroquia también es conocida por el nombre de Santa María de Rebordechao.

## Historia
En esta parroquia vivió un tiempo Manuel Blanco Romasanta.

## Organización territorial
La parroquia está formada por una entidad de población:
- Rebordechao (Rebordechau)

## Demografía
Gráfica demográfica del lugar y parroquia de Rebordechao según el INE español:
| Gráfica de evolución demográfica de Rebordechao entre 2000 y 2023 |
|                                                                   |
| Datos según el nomenclátor publicado por el INE.                  |